# La casa bruciata (film)
La casa bruciata è un film TV italiano del 1998 diretto da Massimo Spano.
Non è propriamente un film biografico, ma è un film ispirato alla vita e al martirio di Ezechiele Ramin, un missionario dell'ordine dei Comboniani ucciso nel 1985.

## Produzione
Il film è stato girato a Orvieto.